# 锚地
锚地（英語：Anchorage）是海上船舶可以抛锚的位置。这些位置通常具有安全锚定的条件，以保护船舶免受天气条件和其他危险的影响。一些不设港口设施的海岸线具有广泛的锚地。在帆船盛行时代，船舶可以在锚地等待风向的变化，然后继续航行。将大型船舶系留在有足够安全驻泊条件的位置是一项需要相当技术技能的工程任务。